# Yasunori Imamura
Yasunori Imamura (jap. 今村 泰典, Imamura Yasunori; * 19. Oktober 1953 in Sakai, Präfektur Osaka, Japan) ist ein japanischer Lautenist. Er kam 1974 nach Europa und lebte erst in den Niederlanden, dann in der Schweiz.

## Karriere
Er studierte Laute bei Eugen Müller-Dombois und Hopkinson Smith an der Schola Cantorum Basiliensis, wo er mit dem Solistendiplom abschloss. Daneben studierte er Aufführungspraxis und Generalbaßspiel bei Ton Koopman und Johann Sonnleitner und Kompositionen bei Wolfgang Neininger.
Heute ist Yasunori Imamura als Solist und Generalbassspieler weltweit gefragt und wirkte bei über 150 CD-Aufnahmen als Solist und Generalbassspieler mit. Zu seinen Soloaufnahmen zählen sämtliche Lautenwerke von Johann Sebastian Bach (zwei Versionen : bei Etcetera in 1991 und bei Naxos in 2018), drei Volumen der Lautensonaten von Silvius Leopold Weiss (bei Capriccio und bei Claves), pièces pour théorbe von Robert de Visée (Capriccio), Spanish music for vihuela from the time of Charles V (Querstand) und sämtliche Fantasien von Simone Molinaro (Deutsche Harmonia Mundi).
Als Generalbassspieler hat er mit Künstlern wie Cecilia Bartoli, Teresa Berganza, Gérard Lesne, Marc Minkowski, Michael Schneider, Martin Gester, Maurice Steger, Masaaki Suzuki, Alan Curtis und Paul Goodwin zusammengearbeitet.
Imamura ist Mitglied der Ensembles „La Stagione Frankfurt“, „Les Musiciens du Louvre“, „Camerata Köln“, „Le Parlement de Musique“ sowie der „Il Complesso Barocco“. 1997 gründete Yasunori Imamura das Ensemble „FONS MUSICAE“ mit dem er in ganz Europa und Fernost konzertiert. Bis jetzt hat das Ensemble sechs CDs (Michel Lambert, Giovanni Bononcini, Agostino Steffani und Antonio Caldara, Francesco Gasparini und Barbara Strozzi) aufgenommen, die mit verschiedenen Preisen wie „Classica“ oder „Sterne des Monats“ ausgezeichnet wurden.
Er arbeitet als Professor für Laute am Conservatoire National de Région de Strasbourg. An der Hochschule für Musik und Darstellende Kunst Frankfurt am Main hat er den Lehrauftrag für Laute inne. Daneben leitet er verschiedene Meisterkurse in Europa und Fernost.

## Auszeichnungen
- 2010 Kulturpreis des Kanton Solothurn[1]
- Diapason d’or (Juli – August 2006)[3]
- Le Joker beim „Crescendo“, Belgien (September – Oktober 2008)[4]
- le classica beim Classica (Juli – August 1998)[5]
- Sterne des Monats - Preis beim Fono Forum (März 2002)